# Relations entre l'Autriche et le Liechtenstein

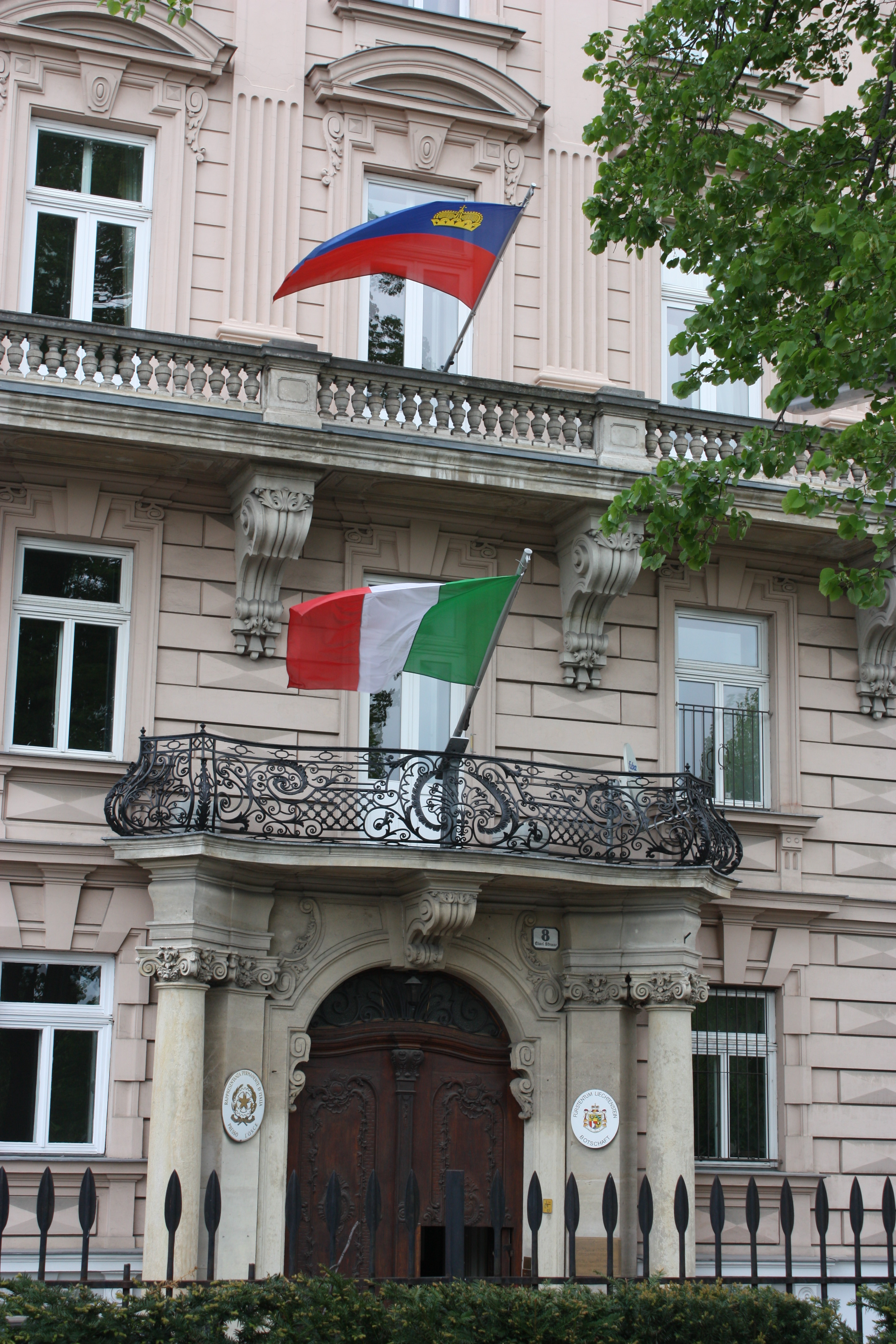
Ambassade du Liechtenstein et Mission permanente de l'Italie auprès de l'OSCE à Vienne

Les relations entre l'Autriche et le Liechtenstein sont les relations bilatérales entre les deux États frontaliers dont les relations remontent au Moyen Âge et institués dorénavant dans le cadre les Relations entre le Liechtenstein et l'Union européenne. L'Autriche est l'un des principaux partenaires commerciaux du Liechtenstein.
Une quarantaine d'accords et traités internationaux assurent ces relations étroites dans divers domaines tels que la culture, l'éducation, la santé, la sécurité intérieure, la justice, l'économie et les affaires sociales. La coopération fiscale entre le Liechtenstein et l'Autriche a été profondément réorganisée sur la base des normes internationales depuis 2014.

## Histoire
La région était historiquement inféodée à une branche de la maison de Habsbourg dont le chef était l'archiduc d'Autriche et résidait à Vienne, le château de Liechtenstein étant ainsi un édifice situé en Autriche. Les Liechtenstein, après de longues négociations, furent autorisés à acheter à l'empereur deux minuscules comtés sis aux confins de ses terres à la frontière suisse, les comtés de Schellenberg en 1699 et de Vaduz en 1712. Les nouveaux princes de Liechtenstein ne se rendirent pas sur leurs nouvelles terres avant plusieurs décennies.
À la première guerre mondiale, c'est la chute de la maison de Habsbourg-Lorraine avec la proclamation de la république en Autriche et la principauté va se rapprocher de la Suisse. C'est a cette époque que la principauté va mettre en place une union monétaire, postale, douanière et diplomatique avec la république helvète supprimant ses couteuses représentation à Vienne et à Prague

## Économie
L'Autriche est un site important pour les entreprises liechtensteinoises du secteur industriel et financier avec environ 1 600 travailleurs frontaliers. Chaque jour en 2017, plus de 8 000 personnes font la navette entre l'Autriche et le Liechtenstein pour se rendre au travail.